# Либералии
Либералии (лат. Liberalia) — древнеримский праздник, в честь Либера и Либеры, падавший на 17 марта и на время сбора винограда. Осенний праздник сопровождался большим весельем, доходившим до распущенности. Во время сбора винограда происходили маскарады, устраивались на деревьях качели, приносились в жертву козлы. Весенние Либералии были праздником городского характера. В день праздника приготовлялась в честь бога liba — пирожок из муки, мёда и масла. По всему городу жрицы продавали эти пирожки, предлагая покупателю небольшую жертвенную жаровню для принесения жертвы. Юноши, достигшие совершеннолетия, получали в этот день тогу зрелости, так как Либер считался богом свободы. Игр в день Либералий не было; так наз. ludi liberales (в апреле, во время праздника Cerealia — в честь Цереры) тождественны с ludi cereales, так как культы Цереры и Либеры были тесно связаны.